# Alfred Horeschowsky
Alfred Horeschowsky (* 5. Mai 1895 in Wien, Österreich-Ungarn; † 25. Dezember 1987 ebenda) war ein österreichischer Alpinist und Hersteller von Alpinausrüstung.

## Leben
Obwohl Horeschowsky als Alpinist ein Allrounder war, widmete er doch dem Felsklettern die meiste Zeit. Sein Lieblingsklettergebiet waren die Ennstaler Alpen, wo ihm mehrere Erstbegehungen gelangen. Zu den bedeutendsten zählen die Ödsteinkarturm Nordwestwand, die Südostwand des Großen Buchsteins und der vielbegangene Südgrat des Admonter Kaiblings (1922). Auch in den Westalpen konnte er die damals schwierigsten Touren wiederholen, seine Berggefährten waren Hans Pfann bzw. Frau Eleonore Noll-Hasenclever. 1928 erstieg er gemeinsam mit Hans Pfann erstmals den 6352 m hohen Illampú sowie den 6150 m hohen Chearoco in den bolivianischen Anden.
Seine Spezialität war die Begehung schwieriger Steige solo (z. B. die Nordwand der Kleinen Zinne) bzw. im Abstieg.(z. B. Hochtor Nordwand Pfannlweg). 1923 führte er die erste Solobegehung der Pallavicinirinne am Großglockner durch (es war die dritte Begehung überhaupt), wobei er an die 2500 Stufen ins Eis schlug. Ebenfalls 1923 (12. August) versuchte er mit seinem Partner Franz Piekielko einen ersten Durchsteigungsversuch der Matterhorn-Nordwand. Sie waren nur knapp unterhalb der 4000-m-Marke als Stein- und Eisschlag aus dem Couloir sie zum Queren in den Hörnligrat zwang.
Horeschowsky war der Spitzenalpinist der Alpinen Gesellschaft der „Reichensteiner“ und auch Mitglied des prestigeträchtigen Österreichischen Alpenklubs (ÖAK).
Seine Erfahrungen als Alpinist und Skiläufer verwertete er beim Entwurf und der Erzeugung von Skibacken und Skibindungen, von Steigeisen und des Horeschowsky-Eispickels, der weltweit vermarktet und eingesetzt wurde. Rucksäcke, Steigeisentaschen u. a. rundeten sein Produktionsprogramm ab.